# كينت أوكونور
كينت أوكونور (بالإنجليزية: Kent O'Connor)‏ (5 مارس 1987 ببريزبان في أستراليا - ) هو لاعب كرة قدم أسترالي في مركز الدفاع. شارك مع منتخب كندا تحت 20 سنة لكرة القدم. أما مع النوادي، فقد لعب مع ميونخ 1860 ونادي تورونتو وSpVgg Weiden ‏ وFraser Valley Mariners ‏ واينتراخت ترير 05 ‏ ونادي أوغيرسهايم ‏ وSurrey United SC ‏ وUBC Thunderbirds ‏ وBrabrand IF ‏.

## وصلات خارجية
- كينت أوكونور على موقع الاتحاد الدولي (مؤرشف)  (الإنجليزية)
- كينت أوكونور على موقع قاعدة بيانات كرة القدم.إي يو (الإنجليزية)
- كينت أوكونور على موقع بيانات كرة القدم. دي إي (الألمانية)
- كينت أوكونور على موقع عالم كرة القدم.نت (الإنجليزية)